# Pauline asservie
Pour plus de détails, voir Fiche technique et Distribution.
Pauline asservie est un film français réalisé par Charline Bourgeois-Tacquet et sorti en 2018.

## Fiche technique
- Titre : Pauline asservie
- Réalisation : Charline Bourgeois-Tacquet
- Scénario : Charline Bourgeois-Tacquet
- Costumes : Rachèle Raoult
- Décors : Clara Noël
- Photographie : Noé Bach
- Son : Vincent Brunier
- Montage : Nobuo Coste
- Production : Année Zéro
- Pays :  France
- Durée : 24 minutes
- Date de sortie : France - mai 2018 (Festival de Cannes)

## Distribution
- Anaïs Demoustier : Pauline
- Sigrid Bouaziz : Violette
- Coline Béal : Annabelle
- Léonard Bourgeois-Tacquet : Arnaud
- Ambre Dubrulle : Françoise
- Grégoire Montana-Haroche : Simon
- Bernard Cupillard : Maurice

## Distinctions

### Sélections
- Festival de Cannes 2018, sélection de la Semaine de la critique[1]
- Festival international du film francophone de Namur 2018
- Festival international du film de Leeds 2018

### Récompenses
- Prix de la presse Télérama et mention spéciale du jury au Festival de Clermont-Ferrand 2019[2]